# Lowry (Dacota do Sul)
Lowry é uma cidade  localizada no estado norte-americano de Dacota do Sul, no Condado de Walworth.

## Demografia
Segundo o censo norte-americano de 2000, a sua população era de 10 habitantes.
Em 2006, foi estimada uma população de 9, um decréscimo de 1 (-10.0%).

## Geografia
De acordo com o United States Census Bureau tem uma área de
0,6 km², dos quais 0,6 km² cobertos por terra e 0,0 km² cobertos por água. Lowry localiza-se a aproximadamente 568 m acima do nível do mar.

## Localidades na vizinhança
O diagrama seguinte representa as localidades num raio de 32 km ao redor de Lowry.